# Michael Kremer
Michael Robert Kremer (12 november 1964) is een Amerikaans ontwikkelingseconoom. Hij is als hoogleraar Economie en Publiek Beleid verbonden aan de University of Chicago. Tot 2020 was hij werkzaam als Gates Professor van Samenlevingen in Ontwikkeling aan Harvard University. Kremer is de oprichter en directeur van het Development Innovation Lab aan het Becker Friedman Institute for Economics. In 2019 werd aan hem, samen met Abhijit Banerjee en Esther Duflo, de Prijs van de Zweedse Rijksbank voor economie toegekend.
Kremer behaalde in 1985 een Bachelor of Arts in sociale wetenschappen aan Harvard University waar hij in 1992 zijn Ph.D. in economie voltooide met Robert Barro als zijn promotor. Daarna volgde een jaar postdoc aan het Massachusetts Institute of Technology, was hij enkele maanden visiting assistant professor aan de University of Chicago waarna hij van 1993 tot 1999 professor was aan het Massachusetts Institute of Technology en in 1999 de overstap maakte als professor naar Harvard.
Kremer was reeds een fellow aan de American Academy of Arts and Sciences, een laureaat van het MacArthur Fellowship, hij werd als Young Global Leader uitgenodigd op het World Economic Forum.